# Хоахао
Хоахао (вьет. Hòa Hảo) — реформистская традиция вьетнамского буддизма. Полное название — Буддизм из деревни Хоахао (вьет. Phật giáo Hòa Hảo, тьы-ном 佛教和好) или Дао Хоахао (вьет. Đạo Hòa Hảo). Учение возникло на южновьетнамской территории Французского Индокитая, испытало влияние конфуцианства и культа предков. Есть основания считать его синкретической религией.

## История
По мнению ряда исследователей, появление учения хоахао было подготовлено неортодоксальными буддистскими сектами Тхьен дя хой (вьет. thiên địa hội, тьы-ном 天地會, «Общество неба и земли») и другими.
В 1939 г. ученик буддийского отшельника Хюинь Фу Шо, родом из южновьетнамской деревни Хоахао, якобы испытал озарение и создал школу хоахао. Получил прозвище «Безумный Будда». 
Особенности учения — простота, якобы большее соответствие истинным проповедям Шакьямуни, чем в ортодоксальном буддизме. В качестве моральных стандартов признаются писания «Три устоя», «Пять добродетелей». Влияние амидаизма выражено в почитании предков, родителей, родины, «трёх сокровищ» (Будды, дхармы, сангхи). Предписания — запрещение алкоголя, опиума, торговли ими, азартных игр, плача на похоронах, платы злом за зло. Но не возбраняется посещение ортодоксальных пагод, уважение к ортодоксальным ритуалам, терпимость к другим религиям.
В апреле 1947 Хюинь Фу Шо, как глава крупной армии повстанцев, был убит сторонниками коммунистов.